# General of the Air Force
Le grade de General of the Air Force (général de l'Air Force en anglais, abrégé GAF) est un grade de général « cinq étoiles » et le rang le plus élevé pouvant être atteint dans l'United States Air Force, l'Armée de l’air des États-Unis.
Le rang de General of the Air Force n'est plus détenu depuis 1950.

## Histoire

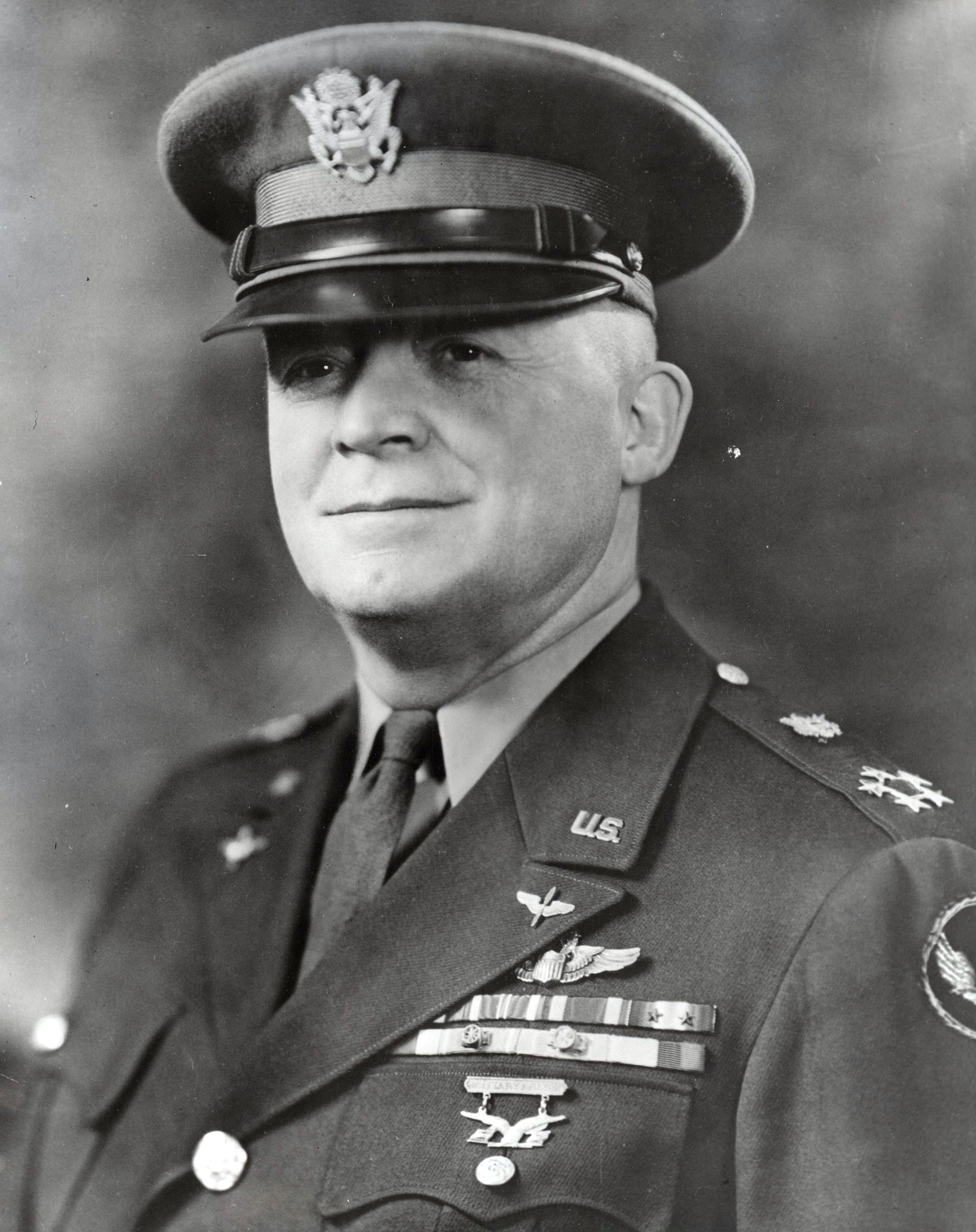
Le General of the Air Force Henry Harley Arnold.

La seule personne à avoir détenu le grade de général de l'Air Force est Henry Harley Arnold, mort en 1950. Le 21 décembre 1944, Arnold est d’abord promu General of the Army car les Forces aériennes des États-Unis sont encore sous la tutelle de l'US Army ; puis il est placé sur la liste des retraités le 30 juin 1946. Un an plus tard, en septembre 1947, l’US Air Force est officiellement créée par le gouvernement des États-Unis. Le 7 mai 1949, l’appellation du rang d’Arnold est modifiée en General of the Air Force, et Arnold se fait ensuite photographier avec l'insigne de ce grade portant un uniforme de l’Air Force.
Selon le dossier de service de Curtis LeMay, alors que ce dernier était aux commandes du Strategic Air Command, des pétitions ont été produites dans les années 1950 par plusieurs membres de l'Air Force pour promouvoir LeMay au grade de General of the Air Force. Cependant, les dirigeants de l'Air Force ont estimé qu'une telle promotion diminuerait le prestige du rang, considéré comme un rang de temps de guerre obtenu en cas d'urgence nationale extrême.

## Grades équivalents
L'équivalent du grade de General of the Air Force est :
- General of the Army dans l'US Army ;
- Fleet Admiral dans l'US Navy.